# 威廉·怀特 (1920年)
威廉·怀特（英語：William White，1920年5月2日—1990年2月19日），英国男子板球、曲棍球运动员。他曾代表英国国家队参加1948年夏季奥林匹克运动会曲棍球比赛，结果队伍获得银牌。